# Circo Paraíso
Circo Paraíso é uma série de televisão portuguesa de drama criada por Patrícia Müller e produzida pela Vende-se Filmes. A série estreou a 12 de setembro de 2018, na RTP1, e concluiu a transmissão a 27 de março de 2019.

## Sinopse
A série gira à volta de um circo que se instala numa aldeia, mas com o tempo começam a ocorrer fenómenos cada vez mais estranhos desde a vinda do circo e dos seus membros.

## Elenco
- José Raposo como Emílio Garibaldi
- Madalena Almeida como Jasmim Napoleão
- Pedro Laginha como Dionísio
- Filipa Areosa como Marta Napoleão
- Ricardo Aibéo como Miguel Napoleão
- Diogo Martins como Jonas Garibaldi
- Joana Manuel como Lídia Napoleão
- Lucas Dutra como Daniel
- Alberto Magassela como Renato
- Igor Regalla como Filipe
- Joana Seixas como Manuela
- Vera Mónica como Regina Graibaldi

### Elenco adicional
- Afonso Lopes como Carlos
- Miguel Raposo como Rui
- Maria d'Aires como Lurdes Cautela
- Paulo Oom como Martinho
- Fernando Rodrigues como Artur
- Gracinda Nave como Filomena
- Paulo Pinto como Amândio
- Maria Ana Filipe como Eduarda
- Beatriz Barosa como Sara
- Miguel Taborda como Ricardo
- Vera Mónica como Regina Garibaldi
- Adriano Carvalho como Luís
- Alfredo Brito como Domingos Mendonça
- Afonso Lagarto como Joel Silva
- João Craveiro como Aníbal
- Teresa Tavares como Teresa
- Susana Arrais como Fátima
- Tomás Alves como Telmo
- Leonor Seixas como Amélia
- Nuno Gil como Orlando
- António Aldeia como Vítor
- Fernando Lupach como Capanga Circo
- Gonçalo Oliveira como GNR
- Joel Branco como Velho
- Luisa Ortigoso como Dália
- Luciano Gomes como Martins
- David Ferreira como Lemos
- João Villas-Boas como Samuel
- José Mateus como Vitória
- Nuno Fonseca

## Temporadas
| Temporada | Temporada | Episódios | Episódios | Originalmente exibido  | Originalmente exibido |
| Temporada | Temporada | Episódios | Episódios | Estreia da temporada   | Final da temporada    |
| --------- | --------- | --------- | --------- | ---------------------- | --------------------- |
|           | 1         | 13        | 13        | 12 de setembro de 2018 | 5 de dezembro de 2018 |
|           | 2         | 13        | 13        | 12 de dezembro de 2018 | 27 de março de 2019   |

## Episódios

### 1.ª Temporada
| N.º na série | N.º na temp. | Título            | Exibição original      | Audiência (espectadores) | Audiência (share) |
| ------------ | ------------ | ----------------- | ---------------------- | ------------------------ | ----------------- |
| 1            | 1            | "Episódio n.º 1"  | 12 de setembro de 2018 | 209 000                  | 4,9%              |
| 2            | 2            | "Episódio n.º 2"  | 19 de setembro de 2018 | 152 000                  | 3,6%              |
| 3            | 3            | "Episódio n.º 3"  | 26 de setembro de 2018 | 142 500                  | 3,6%              |
| 4            | 4            | "Episódio n.º 4"  | 3 de outubro de 2018   | 161 500                  | 3,8%              |
| 5            | 5            | "Episódio n.º 5"  | 10 de outubro de 2018  | 95 000                   | 3,8%              |
| 6            | 6            | "Episódio n.º 6"  | 17 de outubro de 2018  | 47 500                   | 2,4%              |
| 7            | 7            | "Episódio n.º 7"  | 24 de outubro de 2018  | 104 500                  | 3,8%              |
| 8            | 8            | "Episódio n.º 8"  | 31 de outubro de 2018  | 95 000                   | 3,1%              |
| 9            | 9            | "Episódio n.º 9"  | 7 de novembro de 2018  | 114 000                  | 3,8%              |
| 10           | 10           | "Episódio n.º 10" | 14 de novembro de 2018 | 95 000                   | 3,3%              |
| 11           | 11           | "Episódio n.º 11" | 21 de novembro de 2018 | 85 500                   | 2,7%              |
| 12           | 12           | "Episódio n.º 12" | 28 de novembro de 2018 | 114 000                  | 3,7%              |
| 13           | 13           | "Episódio n.º 13" | 5 de dezembro de 2018  | 66 500                   | 3,3%              |

### 2.ª Temporada
| N.º na série | N.º na temp. | Título            | Exibição original       | Audiência (espectadores) | Audiência (share) |
| ------------ | ------------ | ----------------- | ----------------------- | ------------------------ | ----------------- |
| 14           | 1            | "Episódio n.º 1"  | 12 de dezembro de 2018  | 114 000                  | 3,9%              |
| 15           | 2            | "Episódio n.º 2"  | 26 de dezembro de 2018  | 152 000                  | 4,4%              |
| 16           | 3            | "Episódio n.º 3"  | 2 de janeiro de 2019    | 104 500                  | 3,7%              |
| 17           | 4            | "Episódio n.º 4"  | 9 de janeiro de 2019    | 114 000                  | 3,8%              |
| 18           | 5            | "Episódio n.º 5"  | 23 de janeiro de 2019   | 104 500                  | 3%                |
| 19           | 6            | "Episódio n.º 6"  | 30 de janeiro de 2019   | 66 500                   | 2,9%              |
| 20           | 7            | "Episódio n.º 7"  | 13 de fevereiro de 2019 | 85 500                   | 2,7%              |
| 21           | 8            | "Episódio n.º 8"  | 20 de fevereiro de 2019 | 95 000                   | 2,9%              |
| 22           | 9            | "Episódio n.º 9"  | 27 de fevereiro de 2019 | 95 000                   | 3%                |
| 23           | 10           | "Episódio n.º 10" | 6 de março de 2019      | 104 500                  | 3,4%              |
| 24           | 11           | "Episódio n.º 11" | 13 de março de 2019     | 66 500                   | 2,7%              |
| 25           | 12           | "Episódio n.º 12" | 20 de março de 2019     | 85 500                   | 3,8%              |
| 26           | 13           | "Episódio n.º 13" | 27 de março de 2019     | 85 500                   | 3,6%              |

Nota: Todos os episódios estrearam na RTP Play ao meio-dia na mesma data da transmissão original televisiva.